# Anne Sarraute
Pour les articles homonymes, voir Sarraute.
Anne Sarraute, née le 13 octobre 1930 à Paris 16e et morte le 19 septembre 2008 à Paris 12e, est assistante réalisatrice, chef monteuse et, pendant plus de quarante ans, secrétaire de rédaction du magazine La Quinzaine littéraire.

## Biographie
Anne Sarraute est la fille de l'avocat Raymond Sarraute (1902-1985) et de l'écrivaine d'origine juive russe Nathalie Sarraute (1900-1999).
Elle est la sœur de Claude Sarraute (1927-2023), journaliste, romancière et chroniqueuse radio, et de Dominique Sarraute (née en 1933), photographe.
Elle est la tante du haut fonctionnaire Nicolas Revel (né en 1966).
Elle est inhumée au cimetière du Montparnasse.

### Cinéma
Elle travaille d'abord dans le domaine cinématographique comme assistante réalisatrice puis monteuse avec Alain Resnais, puis chef monteuse avec Jacques-Yves Cousteau.

### Presse littéraire
Le 15 mars 1966, elle participe avec Maurice Nadeau et François Erval, au nouveau bimensuel La Quinzaine littéraire. Elle entre à La Quinzaine littéraire dès 1966 et en devient la cheville ouvrière, comme secrétaire de rédaction jusqu'à son décès en 2008. Cette publication traversa régulièrement des difficultés financières. Une vente aux enchères fut même organisée en 1976 pour la sauver, avec la participation de personnalités comme Pierre Soulages, Samuel Beckett, Henri Michaux et sa propre mère Nathalie Sarraute.

## Filmographie

### Assistante réalisatrice
- 1956 : Nuit et Brouillard, documentaire d'Alain Resnais

### Monteuse
- 1956 : Toute la mémoire du monde d'Alain Resnais
- 1957 : Le Mystère de l'atelier quinze d'Alain Resnais
- 1957 : Lettre de Sibérie de Chris Marker
- 1959 : Hiroshima mon amour d'Alain Resnais

### Chef monteuse
- 1964 : Le Monde sans soleil de Jacques-Yves Cousteau